# Krüzen
Krüzen település Németországban, Schleswig-Holstein tartományban. Lakosainak száma 371 fő (2023. december 31.).

## Népesség
A település népességének változása:
| Lakosok száma | 263  | 369  | 383  | 368  | 357  | 364  | 371  |
|               | 1975 | 2014 | 2017 | 2019 | 2021 | 2022 | 2023 |